# ウラジーミル・シン
ウラジーミル・ニコラエヴィチ・シン （ロシア語: Влади́мир Никола́евич Шин、1954年8月19日 - ）は、ウズベキスタンのボクシング選手、ボクシングコーチ（指導者）である。
両親は朝鮮半島出身者。ライトヘビー級のソビエト連邦国家代表選手を務め、1982年世界ボクシング選手権大会では銅メダルを獲得した。
のち現役を退き、コーチとして活動。1996年、アジアアマチュアボクシング連盟副会長に就任。1999年に日本のアマチュアボクシング選手本博国がウズベキスタンにコーチ留学するのを援助した。2000年シドニーオリンピックでは、ウズベキスタン選手団コーチとして、同国初の金メダルをもたらした。2016年リオデジャネイロオリンピックでは、ウズベキスタン選手団の監督を務め、金メダル3個を含むメダル7個の獲得に貢献した。日本ボクシング連盟第12代会長山根明の招聘に応じ、2018年から2020年東京オリンピックの日本選手団指導にあたった。